# Neoserica sangangana
Neoserica sangangana är en skalbaggsart som beskrevs av Ahrens 2003. Neoserica sangangana ingår i släktet Neoserica och familjen Melolonthidae. Inga underarter finns listade i Catalogue of Life.